# Antonia Domínguez y Borrell
Antonia María Micaela Domínguez Borrell, I duquesa de la Torre y II condesa de San Antonio (La Habana, 13 de junio de 1831-Biarritz, 5 de enero de 1917), fue una noble española, muy influyente en la política española de su tiempo a través de su matrimonio con el general y regente Francisco Serrano Domínguez. 

## Biografía
Fue la hija única del militar y hacendado Miguel Domínguez y Guevara-Vasconcelos, I conde de San Antonio, y de la cubana Isabel Borrell Lemus, también de origen noble e hija del alcalde de la ciudad de Trinidad, donde era gobernador militar Miguel Domínguez. Este y su familia fueron trasladados a España; residieron en Madrid, donde Antonia contrajo matrimonio el 29 de septiembre de 1850 con su primo hermano Francisco Serrano Domínguez, por entonces teniente general del ejército, veterano condecorado de la I Guerra Carlista y senador del Reino, matrimonio muy desigual en edad, pues ella contaba diecinueve años y su marido iba a cumplir los cuarenta, aunque ambos se beneficiaron de muy saneadas y ricas rentas.
Serrano había sido en 1843 ministro Universal y de la Guerra y era propietario de fincas en Jaén y Madrid; si ya era excelente su trayectoria anterior, tenía por delante aún una gran carrera militar y política: llegó a ser capitán general, ministro de Estado, embajador plenipotenciario de España en Francia, capitán general-gobernador de la isla de Cuba, presidente del Gobierno, regente del Reino, presidente del Poder Ejecutivo de la República y jefe de la Unión Liberal a partir de 1867 y jefe del partido Unión Dinástica en 1882.
Pero Antonia cautivó a su marido ejerciendo un gran ascendiente sobre su esposo en cuestiones políticas, algo para lo que no reunía las condiciones propicias. Su carácter intrigante ya le había valido la animadversión del consorte real Francisco de Asís, quien relegó a Serrano a la capitanía general de Granada; incluso a veces tuvo este que emprender viajes por Europa o refugiarse en su finca giennense para evitar males mayores. Instalados en París al ser nombrado el ya general Serrano embajador extraordinario y plenipotenciario en Francia en septiembre de 1856, Antonia Micaela conquistó a la Corte de las Tullerías con su belleza, y fue muy apreciada por Napoleón III y su esposa la emperatriz Eugenia de Montijo, quienes la invitaron con frecuencia a sus veladas privadas. Un cortesano francés la describía así:
La embajadora parecía un medallón griego; tenía unos ojos negros enormes, profundos, con sombreadas pestañas que sabía levantar con voluptuosidad; una nariz recta y perfecta; una boca pequeña sonrosada de labios gruesos; un busto amplio y formas pronunciadas que dejaban adivinar un cuerpo armonioso y perfecto; una tez blanca que contrastaba con su pelo endrino, cuyas largas trenzas la envolvían como una caricia más. Era la verdadera tentación hecha vida...
Pero su estancia no se prolongó demasiado, ya que uno de los rasgos de altivez de Antonia provocaron la destitución de su marido. En septiembre de 1859 el general Serrano fue nombrado capitán general-gobernador de la Isla de Cuba, y allí fueron recibidos por el marqués de Guaímaro, tío de Antonia Micaela. Esta costeó varias obras benéficas, como por ejemplo la Escuela de Párvulos de la Casa de Beneficencia de La Habana. El general Serrano estuvo allí de septiembre de 1859 a enero de 1863 e Isabel II lo recompensó con el ducado de la Torre y su Grandeza de España en enero de 1862. Así pasó a ser el I duque de la Torre y su mujer duquesa consorte, título que añadió al de II condesa de San Antonio, heredado de su padre en febrero de 1858.
Terminada la Revolución de 1868 y destronada Isabel II, las Cortes Constituyentes eligieron al general Serrano regente del Reino con tratamiento de alteza (15 de junio de 1869), el culmen de su carrera, lo que agudizó la ambición de la primera dama durante el año y medio que duró y aun después. En efecto, terminada la Regencia e iniciado el reinado de Amadeo I (1871-1873), Antonia declaró una gran hostilidad a éste y a su esposa la reina M.ª Victoria; incluso se negó a aceptar el cargo de camarera mayor que le ofreció la reina, porque le rebajaba el tratamiento de alteza. Tras otros desaires parecidos, los duques se negaron además a ser padrinos del tercer hijo de los reyes, el príncipe Luis Amadeo, nacido español (29 de enero de 1873).
Al fin abdicó Amadeo I y se proclamó la I República Española (febrero 1873), de la que, tras el golpe del general Manuel Pavía, Serrano se convirtió en presidente del Poder Ejecutivo (enero a diciembre de 1874). La duquesa de la Torre ambicionó entonces que su marido se perpetuara en el poder aun cuando este fue tentado por Isabel II en 1872 para propiciar la restauración de la monarquía; pero la duquesa era hostil a la idea y se opuso tanto como pudo (y podía no poco) a la Restauración de Alfonso XII. Sin embargo, tras el pronunciamiento de Sagunto (Valencia) por el general Martínez Campos que restauraba otra vez a los Borbones, nada pudo hacer, y Serrano, esposa e hijos se exiliaron a Biarritz (Francia); solo se les permitió regresar en marzo de 1875, cuando Serrano juró lealtad a Alfonso XII.
En noviembre de 1883 Serrano fue nombrado embajador de España en París, cargo en el que estuvo hasta febrero de 1884; sin embargo, esta vez la altivez de su esposa provocó la frialdad de una sociedad distinta, la de la República Francesa.
Falleció Serrano el 26 de noviembre de 1885 y la duquesa de la Torre siguió residiendo en Madrid en el palacete de la calle de Villanueva, marginada por el vacío que también le hizo la alta sociedad alfonsina. Así que, tras la muerte de su hija Ventura en 1890, volvió a Francia, donde pasaba los inviernos en su casa de los Campos Elíseos de París y los veranos en Villa Ventura (Biarritz), hoy Hôtel du Palais, donde terminó por instalarse definitivamente. Allí vivía su amiga la exemperatriz Eugenia de Montijo en Villa Eugenia, un palacete construido en 1855. 
Falleció el 5 de enero de 1917 en Biarritz a los ochenta y cinco años y está enterrada en el Cementerio Sabaou junto a sus hijas Conchita, III condesa consorte de Santovenia, y Josefa, princesa consorte de Kostchoubey, fallecida por tisis en Suiza.
Antonia tuvo también otros tres hijos: el militar Francisco, que dio a sus padres grandes disgustos por su fracasado matrimonio; Ventura, muy enferma desde niña, y Leopoldo, militar, gobernador civil de Madrid, senador y diputado.
Existe un retrato al óleo ilocalizado de la duquesa que le hizo en 1857 en Saint Cloud el pintor Franz Xavier Winterhalter (1805-1893) en 1856, cuando tenía tan solo veinticinco años de edad y su marido ejercía de embajador en la capital de Francia. Winterhalter era retratista también de la emperatriz Eugenia. En él aparece ataviada como la Rosina de El barbero de Sevilla, para un baile de máscaras. Otro, más accesible, es el pintado por Antonio Gisbert entre fines de 1870 y principios de 1871, cuando era esposa del Regente, propiedad del V duque de la Torre, Carlos Martínez de Campos y Carulla.

## Obras
- Choses Vraies, París, Librería de la Nouvelle Revue, 1892.